# Ruth Gordon

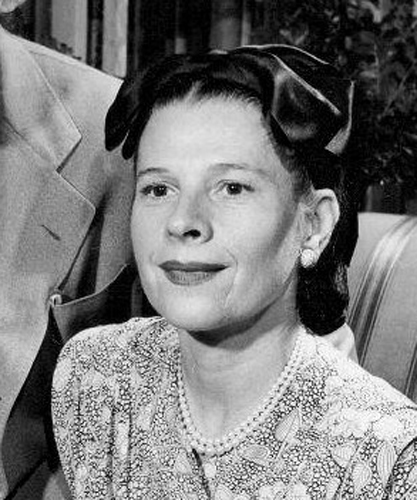
Ruth Gordon 1946.

Ruth Gordon Jones (Quincy, 30 oktober 1896 - Edgartown (Massachusetts), 28 augustus 1985) was een Amerikaans actrice. Zij won in 1969 een Academy Award voor haar bijrol als buurvrouw Minnie Castevet in Rosemary's Baby, nadat vier eerdere Oscar-nominaties onverzilverd bleven. Tevens won ze zes andere acteerprijzen, waaronder Golden Globes voor Inside Daisy Clover en Rosemary's Baby en een Emmy Award voor de televisieserie Taxi. Gordon was daarnaast van 1915 tot en met 1976 actief op Broadway.
Gordon was naast actrice ook scriptschrijver. Zo verdiende ze haar eerste drie nominaties voor een Oscar met het schrijven van de films A Double Life (1947), Adam's Rib (1949) en Pat and Mike (1952). Voor Inside Daisy Clover uit 1965 werd ze voor het eerst genomineerd als actrice.
Gordon trouwde in 1921 met Gregory Kelly en bleef samen met hem tot aan zijn overlijden in 1927. Ze hertrouwde in 1942 met regisseur en scriptschrijver Garson Kanin, met wie ze vervolgens samen was tot aan haar eigen sterven. Gordon kreeg één zoon met Jed Harris, met wie ze een relatie had in de periode tussen haar huwelijken.

## Filmografie
*Exclusief acht televisiefilms
- The Trouble with Spies (1987)
- Voyage of the Rock Aliens (1987)
- Maxie (1985 - Saturn Award-nominatie)
- Delta Pi (1985)
- Jimmy the Kid (1982)
- Any Which Way You Can (1980)
- My Bodyguard (1980)
- Scavenger Hunt (1979)
- Boardwalk (1979)
- Every Which Way But Loose (1978)
- The Big Bus (1976)
- Harold and Maude (1971 - Golden Globe-nominatie)
- Where's Poppa? (1970)
- What Ever Happened to Aunt Alice? (1969)
- Rosemary's Baby (1968 - Oscar + Golden Globe)
- Lord Love a Duck (1966)
- Inside Daisy Clover (1965 - Golden Globe + Oscarnominatie)
- Action in the North Atlantic (1943)
- Edge of Darkness (1943)
- Two-Faced Woman (1941)
- Dr. Ehrlich's Magic Bullet (1940)
- Abe Lincoln in Illinois (1940)
- Camille (1915)
- Madame Butterfly (1915)
- The Whirl of Life (1915 - als figurant)